# Agnidra
Agnidra is een geslacht van vlinders van de familie eenstaartjes (Drepanidae), uit de onderfamilie Drepaninae.

## Soorten
- A. argypha Chu & Wang, 1988
- A. ataxia Chu & Wang, 1988
- A. corticata (Warren, 1922)
- A. discispilaria (Moore, 1867)
- A. fenestra (Leech, 1898)
- A. fulvior Watson, 1968
- A. furva Watson, 1968
- A. fuscilinea (Watson, 1961)
- A. hoenei Watson, 1968
- A. scabiosa (Butler, 1877)
- A. specularia (Walker, 1860)
- A. tanyospinosa Chu & Wang, 1988
- A. tigrina Chu & Wang, 1988
- A. vinacea (Moore, 1879)